# Вольски

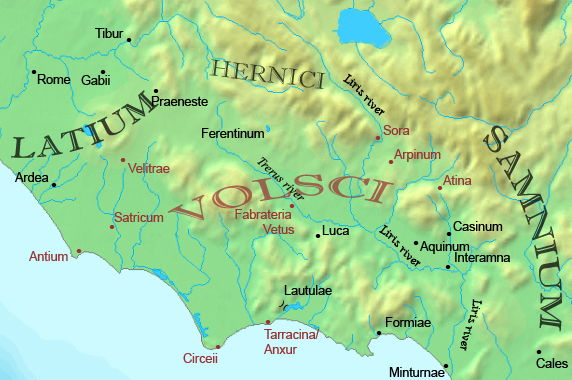
Територія поселення вольсків

Во́льски (лат. Volsci) — народ умбро-окської мовної групи, що жив у сусідстві з латинами. Їхні столиці Суесса-Помеція (нині Помеція) і Привернум (нині Приверно) славилися велелюддям і багатством. Перше місто було на краю Понтінського болота, а друге на високій, майже недоступній горі. Коли етруски вдерлися за Ліріс, вольски повинні були поступитися, але не підкорилися ворогам і пішли в гори. Пізніше, коли південно-етруський союз ослаб, вони знову оволоділи своєю територією і конкурували з етрусками за панування на морі. Частина вольсків визнала владу Тарквінія, але після його вигнання відокремилась від союзу з Римом. Вони створили союз з еквами і навіть етрусками, вели боротьбу з республікою. Рим часто бував на межі знищення, але незгоди між союзними племенами і політика римського сенату змусили вольсків приєднатися до Риму (у 338—329 р. до н. е.). Після приєднання до Риму вольски отримали римське громадянство.